# Frank Meeink
Frank Meeink (nascut amb el nom de Francis Steven Bertone el 7 de maig de 1975) és un antic membre de bandes skinhead i supremacista blanc dels Estats Units d'Amèrica. Després de romandre durant tres anys a la presó, va abandonar el moviment racista skinhead i en l'actualitat es dedica a predicar en contra seva.

## Infància i joventut
Nascut a South Philadelphia, Meeink va viure una infantesa violenta i desagradable en una família desestructurada. De petit mai va tenir relació amb el seu pare biològic i va créixer amb un padrastre abusiu. En la seva adolescència, Meeink era constantment assetjat a l'escola, en el qual era vist com un paria pels seus companys. Als tretze anys Meeink descobreix, al costat del seu cosí, el moviment neo-nazi. En aquest punt de la seva vida Meeink sentia una atracció desmesurada per la violència, l'alcohol i la notorietat que li brindaven les bandes de supremacia blanca. Als catorze anys es va rapar el cap, símbol del seu compromís amb el moviment. I quan va complir els 18 anys ja era un respectat líder nazi i captador d'altres adolescents.

## Vida a la presó
Als 17 Meeink va ser arrestat després que gairebé matés un home d'una colla skinhead rival i en segrestés un altre. Meeink va usar una pistola en el segrest, la qual cosa va ser determinant perquè el jurat el considerés una persona adulta. Meeink havia gravat l'atac en cinta de vídeo. Havia sigut arrestat abans per delictes menors, però pels delictes menors anteriorment citats va ser condemnat a tres anys de presó. Frank Meeink va complir condemna en una presó pròxima a Springfield, Illinois.
La sentència de presó va canviar la seva vida. Meeink va conèixer persones de molt diverses ètnies. Com que compartia l'interès per l'esport amb alguns d'ells, es va fer amic de molts afroamericans. En partits de futbol i bàsquet es va guanyar el respecte dels seus companys de presó. A més, Meeink es va sentir més recolzat en la presó pels afroamericans que pels seus companys d'ideologia skin.

## Vida després de la presó
Després del seu alliberament, Frank va intentar tornar a la seva vida anterior, però es va adonar que durant el seu temps a la presó havia canviat la manera de pensar que tenia abans d'entrar.
La pel·lícula de 1998, American History X, està vagament inspirada en la seva vida. El protagonista principal de la pel·lícula, Derek, interpretat per Edward Norton, es torna un skinhead després que el seu pare sigui assassinat per narcotraficants negres i contribueix a engegar una organització neonazi a Los Angeles. El personatge és empresonat per tres anys (com Meeink), a causa de l'assassinat d'un membre d'una banda negre. A la presó, també forma un vincle amb un company afroamericà, i comparteixen el seu amor pel bàsquet, entre altres coses. Després d'abandonar la presó, decideix deixar el moviment nazi que va contribuir a crear. Norton va rebre una nominació per a l'Óscar per la seva actuació en aquesta pel·lícula.
Després de complir condemna, Meeink va tornar al lloc de la seva infància a South Philadelphia i, mentre col·laborava amb l'equip d'hoquei local (Philadelphia Flyers) va crear Harmony Through Hoquei. Aquesta organització es va fundar per donar als nois joves una possibilitat de poder-se allunyar del camí de la delinqüència i de passar-ho bé.
Frank Meeink també visita escoles i dona xerrades sobre la seva vida i la manera d'evitar caure en la violència i la delinqüència.